# جمهورية الكويت
جمهورية ٱلكُوَيْت اسم أطلق على دولة دمية عقب الغزو العراقي للكويت بيومين، حيث أعلن عن قيامها في 4 أغسطس 1990، وترأس الجمهورية الدمية العقيد علاء حسين علي أحد ضباط الجيش الكويتي، وكان أركان الحكومة الكويتية بمن فيهم أمير الكويت وولي العهد قد لجؤوا إلى المملكة العربية السعودية بعد احتلال القوات العراقية بعض الأراضي الكويتية، لتشكل القيادة الكويتية حكومة منفى في الطائف، لم يدم عمر الجمهورية في الكويت طويلًا، حاولت العراق ضم دولة الكويت لها لتصبح محافظة.
كانت الرواية العراقية لغزو الكويت في 2 أغسطس بحسب ما ذكره مجلس قيادة الثورة العراقية أنه أرسل قوات إلى دولة الكويت للمساعدة في انقلاب داخلي بدأه «ثوار كويتيون». أنشئت حكومة مؤقتة للكويت الحرة في 4 أغسطس من قبل السلطات العراقية بقيادة 9 ضباط عسكريين كويتيين يزعم أنهم (4 برتبة عقيد و5 برتبة رائد) بقيادة علاء حسين علي الذي منح منصب رئيس الوزراء والقائد العام ووزير الدفاع ووزير الداخلية.
النظام الجديد خلع الأمير جابر الأحمد الصباح والذي بدوره أنشأ حكومة في المنفى مقرها مدينة الطائف في المملكة العربية السعودية،) واتهم العائلة المالكة بممارسة "مناهضة للشعب" و"الديمقراطية" و"المؤيدة للإمبريالية" و"الصهيونية" جنبا إلى جنب مع "اختلاس الموارد الوطنية لغرض الإثراء الشخصي". تم الإعلان فورا عن جيش شعبي أصلي يزعم أنه تكون من القوات العراقية حيث بلغ عدد المتطوعين 100 ألف شخص. تم منح حقوق المواطنة للعرب غير الكويتيين الذين جاءوا للعمل من الخارج في ظل النظام الملكي السابق. كانت جريدة النظام تعرف باسم النداء سميت تيمنا باسم "يوم النداء" الذي أعلن في 2 أغسطس "لإحياء ذكرى" الرد العراقي "على الدعوات المزعومة للكويتيين للحصول على مساعدة العراق للإطاحة بالنظام الملكي.

## التاريخ
حقق وليد سعود عبد الله الذي كان مسؤولا عن الشؤون الخارجية بعض السمعة السيئة للنظام المؤقت في 5 أغسطس عندما ذكر أن «الدول التي تلجأ إلى إجراءات عقابية ضد حكومة الكويت الحرة المؤقتة يجب أن تتذكر أنها لها مصالح وإذا أصرت هذه الدول على العدوان على الكويت والعراق فإن الحكومة الكويتية سوف تعيد النظر في طريقة التعامل مع هذه الدول». أرسل سبعاوي إبراهيم التكريتي الأخ غير الشقيق لصدام حسين ورئيس جهاز المخابرات العامة العراقية في 4 أغسطس لإنشاء نظام أمني مشابه لنظام الأمن العراقي.
فشل النظام والحكومة العراقية في محاولات إقناع جماعات المعارضة الكويتية بالمشاركة في الحكومة الدمية الجديدة وبدلا من ذلك ألقت هذه الجماعات دعمها وراء النظام الملكي. ادعى العراق في البداية أن وجوده في الكويت سيقتصر على المساعدة على تعزيز «حقبة جديدة من الحرية والديمقراطية والعدالة والازدهار الحقيقي في المجتمع» ووعد بمغادرة الكويت بمجرد أن يرى النظام المؤقت أن أمنه الداخلي آمن والتي كان من المتوقع أن يستغرق عدة أسابيع فقط. إن الإدانة الدولية لغزو العراق للكويت وعدم دعم النظام الجديد بين المواطنين الكويتيين جعلته عاجزا عن العمل.
في 7 أغسطس أعلنت «الحكومة المؤقتة للكويت الحرة» نفسها كجمهورية مع تعيين حسين علي رئيسا للوزراء. بعد يوم أعلنت الحكومة العراقية «اندماجا» بين العراق والكويت استنادا إلى المطالبات التاريخية. أصدر مجلس قيادة الثورة العراقية بيانا جاء فيه: «قررت الحكومة الكويتية المؤقتة أن تناشد أهالي العراق بقيادة فارس العرب وزعيم مسيرتهم الرئيس المهيب صدام حسين للموافقة على أن يعود أبنائهم إلى عائلتهم الكبيرة وأن تعود الكويت إلى العراق العظيم - الوطن الأم وأن تحقق وحدة الاندماج الكامل بين الكويت والعراق». ثم عين حسين علي نائبا لرئيس وزراء العراق بينما تم تعيين علي حسن المجيد محافظا على الكويت. نقلت صحيفة ملليت اليومية التركية عن حسين في سبتمبر 1990 قوله أن بولنت أجاويد قال «أن الكويت هي في حوزتنا لكننا ربما امتنعنا عن اتخاذ مثل هذا القرار إذا لم تحشد القوات الأميركية في المنطقة مع تهديدنا بغزونا». كما قال عن موضوع النظام المؤقت قصير الأجل الذي لم تعترض عليه الولايات المتحدة على العراق من أن العراق «كان سيحاول تطوير وضع الإدارة الثورية المؤقتة» وأنه «لم يكن بوسعنا أن نسأل الناس وقواتنا المسلحة للقتال حتى آخر قطرة من الدم إذا لم تكن الكويت جزءا من العراق ولن نتمكن من إعداد شعبنا لإمكانية الحرب».
في 28 أغسطس 1990 تحولت أغلبية الأراضي الكويتية إلى محافظة الكويت وهي المحافظة التاسعة عشر للعراق وبالتالي تم ضمها رسمياً للدولة العراقية، بينما تم ضم الأجزاء الشمالية من الأراضي الكويتية إلى محافظة البصرة تحت اسم قضاء صدامية المطلاع. أدى رفض العراق الانسحاب من الكويت إلى حرب الخليج الثانية وفي 26 فبراير 1991 أعيدت حكومة ما قبل الاحتلال إلى السلطة، وعادت الكويت إلى وضعها السابق.

## مجلس الوزراء
- رئيس الوزراء ووزير الدفاع ووزير الداخلية بالوكالة: العقيد علاء حسين علي الخفاجي الجابر [19]
- وزير الخارجية: المقدم وليد سعود محمد عبد الله
- وزير النفط ووزير المالية بالنيابة: المقدم فؤاد حسين أحمد
- وزير الإعلام ووزير النقل بالإنابة: الرائد فاضل حيدر الوافقي
- وزير الصحة العامة والإسكان: الرائد مشعل سعد الهدب
- وزير الشؤون الاجتماعية والعمل بالنيابة ووزير العمل: المقدم حسين دحيمان الشمري
- وزير التربية والتعليم ووزير التعليم العالي بالوكالة: الرائد ناصر منصور المنديل
- وزير العدل والشؤون القانونية ووزير الأوقاف والشؤون الإسلامية بالنيابة: الرائد عصام عبد المجيد حسين
- وزير التجارة والكهرباء والتخطيط: الرائد يعقوب محمد شلال

### مواضيع مشابهة
- الجمهورية العربية اليمنية
- اليمن الديمقراطي
- اليمن الشمالي